# 北河增四
雙子座σ，又名BD+29 1590，HD 62044、SAO 79638、HR 2973，是雙子座的一颗恒星，视星等为4.28，位于銀經191.19，銀緯23.27，其B1900.0坐标为赤經7h 37m 3.7s，赤緯+29° 23.27′ 32″。